# Silene undulata
Silene undulata, conocida como "raíz africana de sueño" proviene de los valles de los ríos verdes de la provincia del cabo occidental de Sudáfrica.

## Descripción
La planta perenne alcanza 60 cm de altura.
Es una planta de fácil cultivo, requiere bastante humedad en las raíces, es tolerante al calor extremo (40 C) y moderado frío (5C). Es imprescindible que tenga tierra que retenga humedad. Las flores se abren en la noche y se cierran durante el día y desprenden aroma a clavo. Sus raíces pueden ser cosechados después del segundo año.

## Efectos
Los adivinos del pueblo Xhosa consideran a esta especie, como una planta sagrada con la capacidad de inducir sueños lúcidos extremamente vívidos y proféticos. Es considerada un onirógeno.
Los chamanes Xhosa consideran a esta planta como un tipo de "ubulawu" o raíz medicinal que llaman "Undela Ziimhlophe," que de manera literal se puede traducir como "plantas blancas" o "caminos blancos".
Se sospecha que sus efectos psicodélicos en el sueño se deben probablemente a las saponinas triterpenóides que se encuentran en sus raíces. Cantidades relativamente pequeñas (250 mg) ya son consideradas como psicoactivas. La planta ejerce sólo alteraciones mínimas en la conciencia despierta, pero los efectos durante el estado de sueño pueden ser realmente profundos.

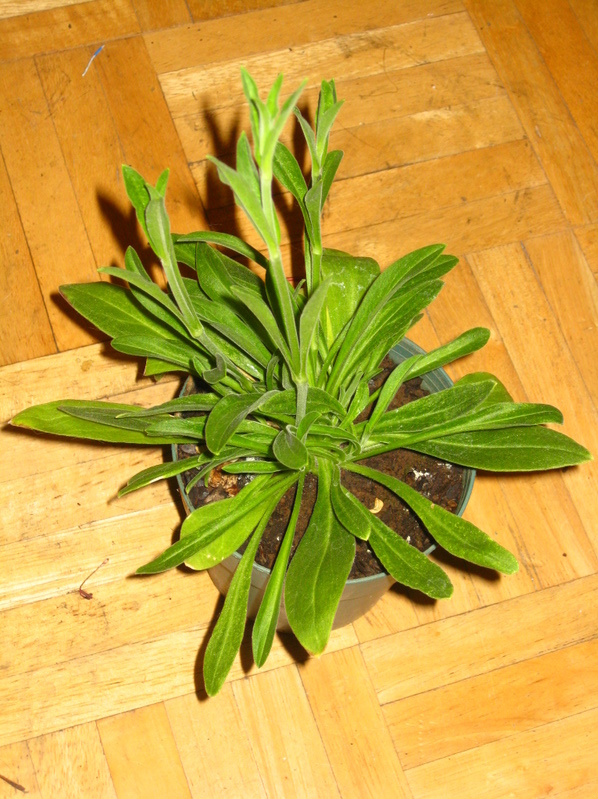
Silene undulata en una maceta.

## Taxonomía
Silene undulata fue descrita por William Aiton y publicado en Hortus Kewensis; or, a catalogue . . . 2: 96. 1789.
Etimología
El nombre del género está ciertamente vinculado al personaje de Sileno (en griego Σειληνός; en latín Sīlēnus), padre adoptivo y preceptor de Dionisos, siempre representado con vientre hinchado similar a los cálices de numerosas especies, por ejemplo Silene vulgaris o Silene conica. Aunque también se ha evocado (Teofrasto via Lobelius y luego  Linneo)  un posible origen a partir del Griego σίαλoν, ου, "saliva, moco, baba", aludiendo a la viscosidad de ciertas especies, o bien σίαλος, oν, "gordo", que sería lo mismo que la primera interpretación, o sea, inflado/hinchado.
undulata; epíteto latino que significa "con filo ondulado".
Sinonimia
- Silene capensis Otth.[4]